# كراءة (شبكة)
الكرَّاءة أو كراءة الصيد هي نوع من الكراءات التي تُسحب على طول قاع البحر بواسطة قارب صيد من أجل جمع الأنواع الحيدة المستهدفة الصالحة للأكل التي تعيش في قاع البحر. تستخدم هذه المعدات لصيد المشاقيات والمحار وأنواع أخرى من المحار المززمي وسرطان البحر وخيار البحر. ثم تُرفع الكراءة إلى القارب وتُفرغ. تُستخدم الكراءات أيضًا فيما يخص عالم الطبيعة في علم الأحياء البحرية ولا سيما في بعثة جَلِنْجَر.

الصور

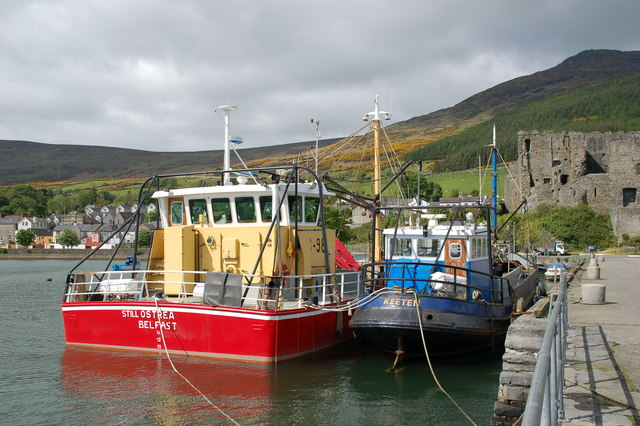
كراءة بلح البحر
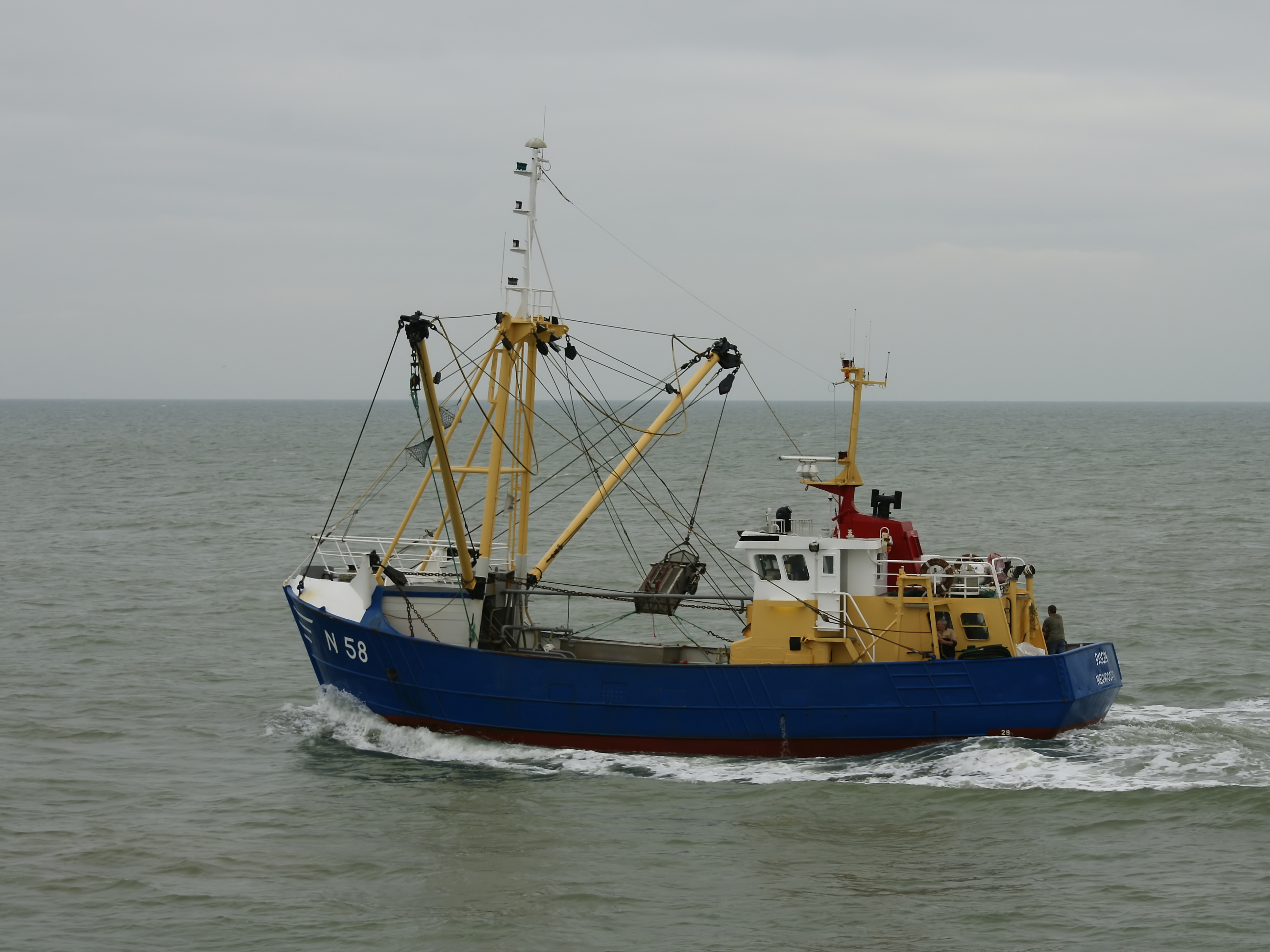
سفينة صيد مجهزة بكراءاة قاع تغادر الميناء
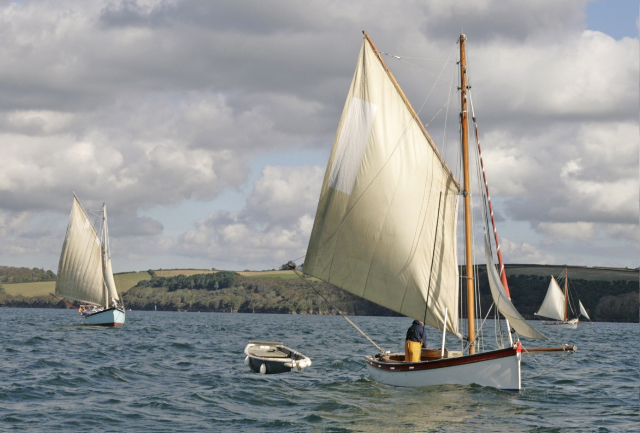